# Paul Wilhelm Tübbecke
Pour les articles homonymes, voir Tübbecke.
Paul Wilhelm Tübbecke, né le 12 décembre 1848 à Berlin et mort le 30 janvier 1924 à Weimar, est un aquafortiste, dessinateur et peintre paysagiste allemand.

## Biographie
Paul Wilhelm Tübbecke étudie d'abord à l'Académie de Berlin, puis à Weimar auprès de Ferdinand Pauwels et de Max Schmidt. En 1873, il est l'élève d'Adrian Ludwig Richter à Dresde et, de 1874 à 1880, de Theodor Hagen à l'école des beaux-arts de Weimar. Son œuvre comprend principalement des peintures et des gravures de paysages. Elle indique une influence du peintre paysagiste Karl Buchholz (de). Il est considéré comme un représentant typique de l'école de peinture de Weimar et se consacre notamment à la représentation de motifs des environs de Weimar. Paul Wilhelm Tübbecke est nommé professeur à l'école d'art de Weimar en 1902.

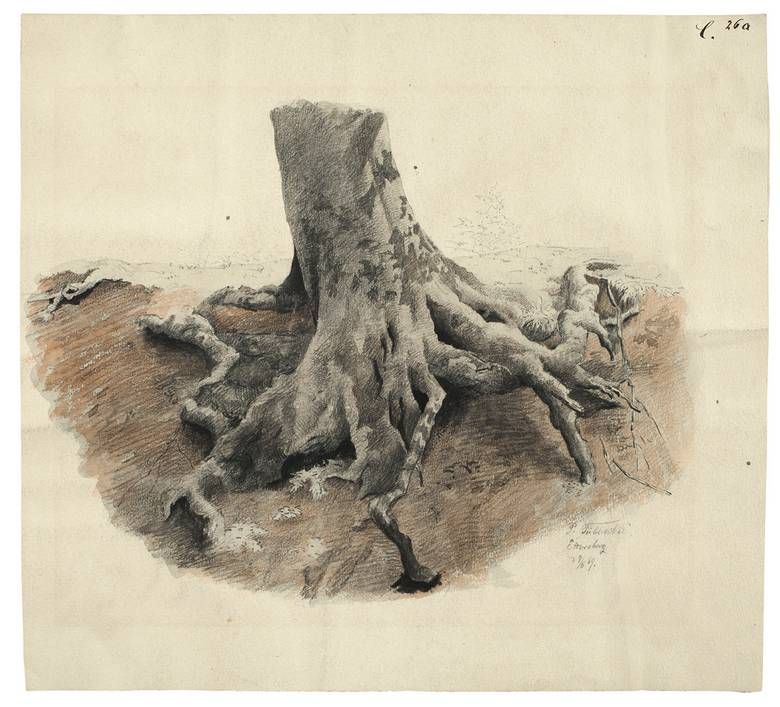
Baumwurzel (Ettersberg) (1869).
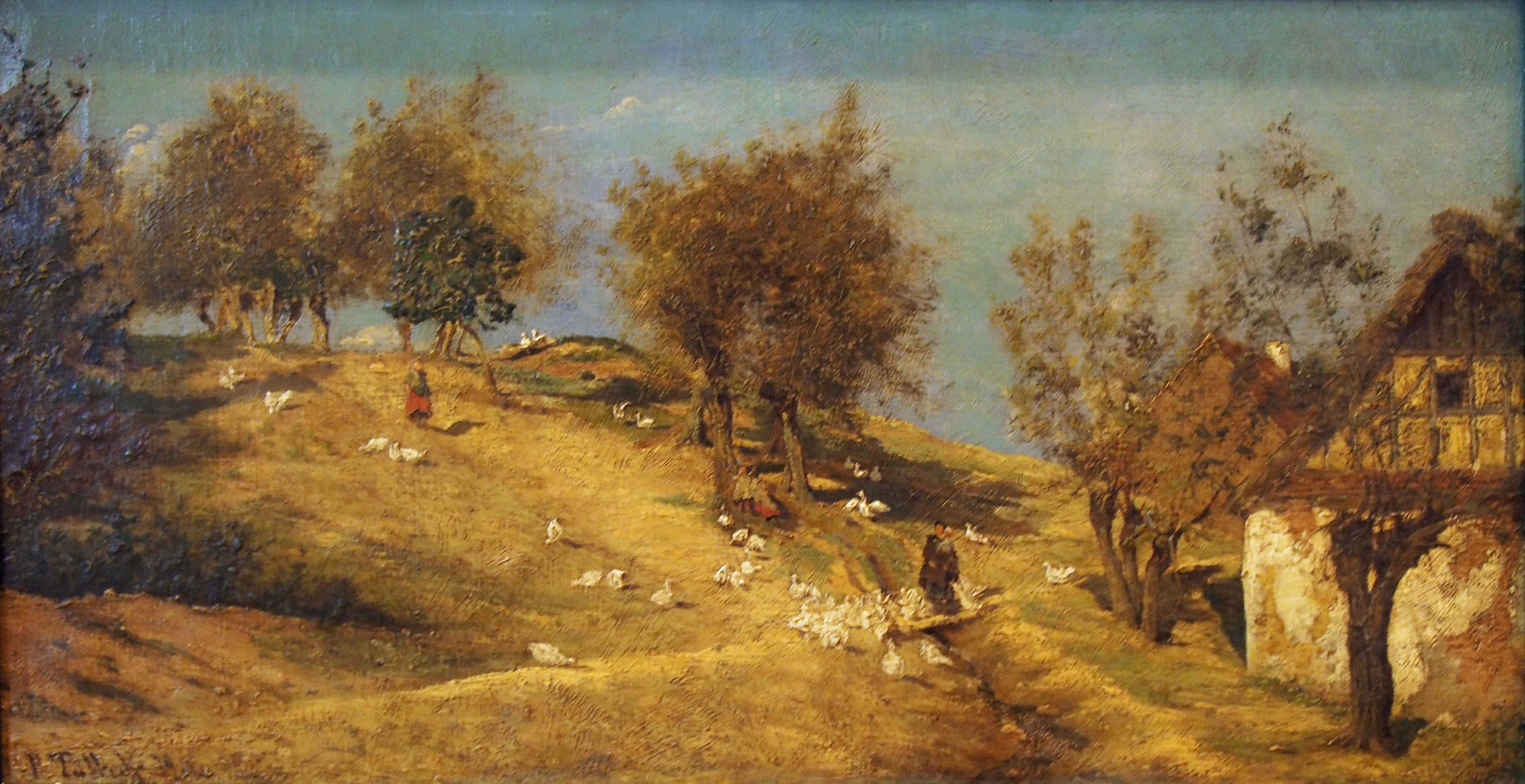
Gänsewiese (1879).
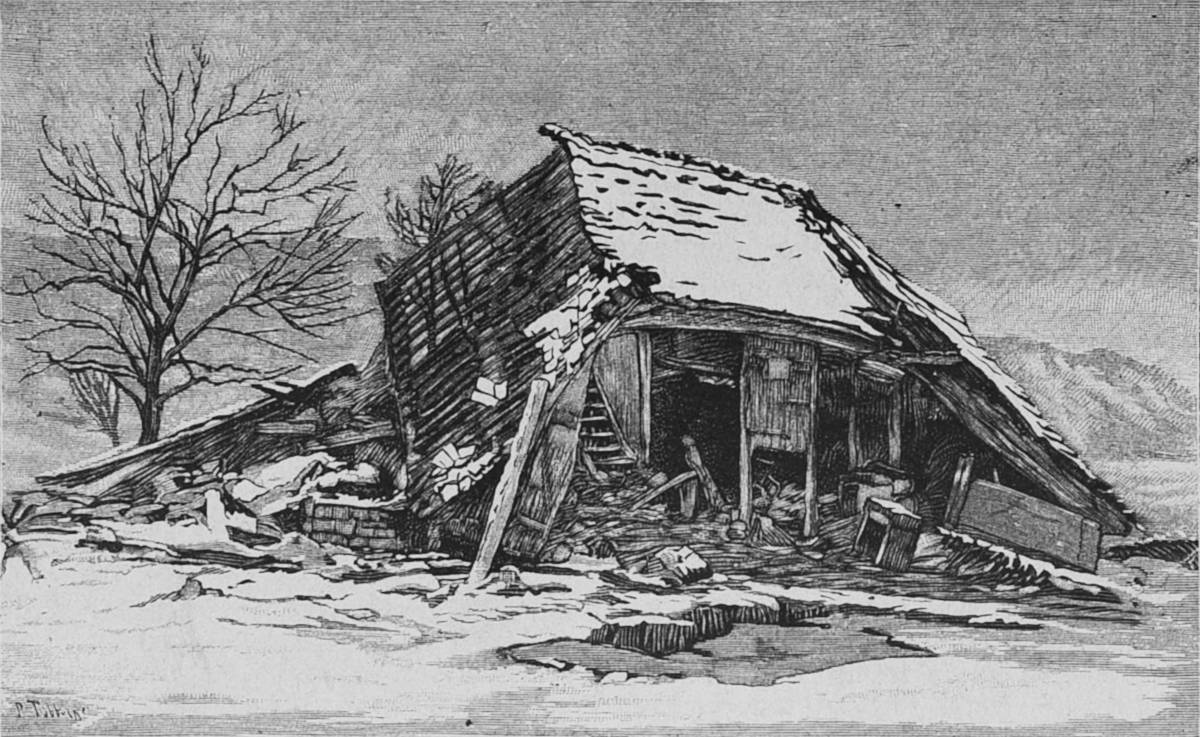
Die durch Wasserfluten zerstörte Schmiede zu Weigau (1891).
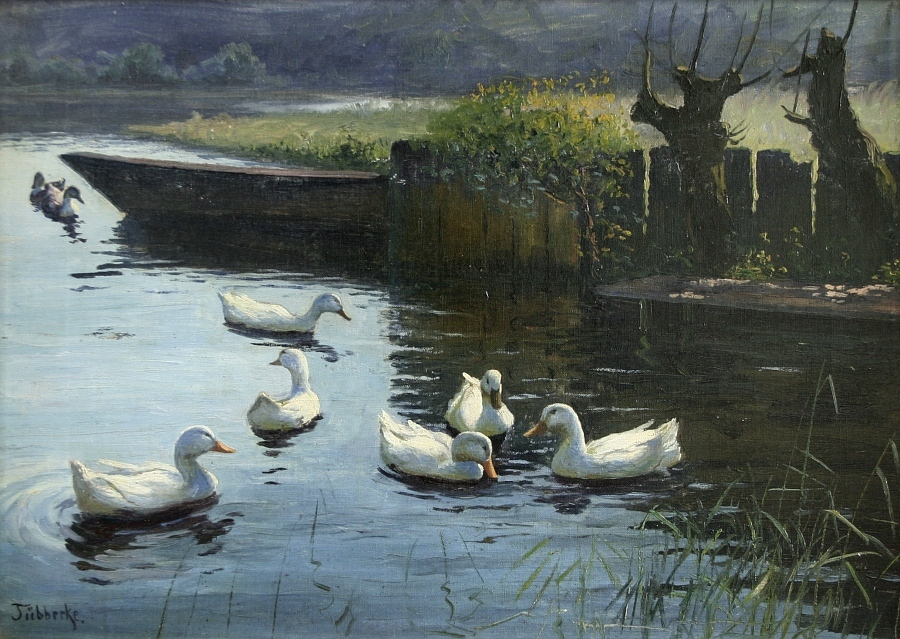
Enten am Bootsanleger mit Kopfweiden (c. 1924).